# Estubeny
Estubeny és un municipi del País Valencià situat a la comarca de la Costera.

## Geografia
La superfície del terme és muntanyosa, amb altures inferiors als 300 metres. L'elevació més important és la muntanya de les Creuetes (298 msnm). El riu Sellent creua el terme d'oest a est i discorre encaixonat entre terrenys de pedra calcària, i pel seu marge dret rep el barranc del Salat. Hi ha alguns naixements d'aigües salobres que formen xicotetes tolles.
El terme municipal, de 6,4 km², està enclavat en el massís del Caroig i solcat pel riu Sellent. En ell es troba un dels paratges més destacats de la comarca, la Cabrentà, declarat Paratge Natural en 2004, on destaquen coves i avencs amb estalagmites i estalactites, i gran varietat de plantes, arbres i naixements. També destaca la Coveta Victòria, on durant la Guerra Civil s'amagaren les imatges religioses; les fonts de la Tia Rulla, el Tio Blanco i la Teulà i el paratge conegut com la Taberneta, acondicionat per a l'esbargiment.
Des València, s'accedix a Estubeny a través de la A-7 i enllaçant després amb la CV-590.

### Localitats limítrofes
El terme municipal d'Estubeny limita amb Xàtiva i Llanera de Ranes (a la mateixa comarca), i amb Anna i Sellent (a la Canal de Navarrés i a la Ribera Alta respectivament).

## Història
Les primeres dades que es tenen sobre l'ocupació humana del territori que actualment forma el terme d'Estubeny es remunten al Mesolític. No hi ha proves documentals que unisquen eixa primitiva ocupació amb la que, ja bastant nombrosa, es coneix dels primers temps de l'edat dels metalls. De l'Eneolític i de l'edat del bronze s'han anat descobrint diversos jaciments. L'abundància de jaciments dels principis de l'edat dels metalls contrasta amb la inexistència de restes d'època ibera, que fins ara no han sigut trobades malgrat les diverses exploracions efectuades en el terme.
Es coneixen diversos establiments d'època romana. En el pla de les Oliveres, al costat del Puntal del Barranc de les Coves, queden les restes d'una vila rústica que ha proporcionat abundant ceràmica sigillata, la qual situa cronològicament el jaciment dins dels primers segles de la nostra era. Així mateix, hi ha restes d'una altra vila apareguda en Els Villars que han de ser contemporanis, i un poc més posteriors en el jaciment de Lleus, on a més de la sigillata s'han trobat tègules i fragments de dollium.
El 1248 Jaume I va conquerir l'antiga alqueria musulmana d'Estubeny i va fer donació de tres jovades a quatre colons. La jurisdicció senyorial la tingué Lluís Ferriol i posteriorment Sebastià Gil, com a lloc de moriscs pertanyia a la fillola de Càrcer. En 1748 un terratrèmol va assolar diverses cases de la localitat, entre d'altres, el palau senyorial.

## Demografia
| 1990 | 1992 | 1994 | 1996 | 1998 | 2000 | 2002 | 2004 | 2006 | 2008 | 2010 | 2017 | 2021 |
| ---- | ---- | ---- | ---- | ---- | ---- | ---- | ---- | ---- | ---- | ---- | ---- | ---- |
| 161  | 137  | 137  | 141  | 142  | 151  | 142  | 183  | 149  | 138  | 133  | 119  | 114  |

## Economia
L'economia d'Estubeny s'ha basat tradicionalment en l'agricultura. Hi predominen els conreus de secà, principalment oliveres, vinyes i cereals. A les terres de regadiu es conreen els cítrics, l'arròs, tomaca, entre d'altres.
En el segle xix la indústria tèxtil va impulsar l'economia, però va decaure i desaparéixer en el segle xx, fet que provocà l'emigració de bona part dels estubenyers.

## Alcaldia
Des de 2019 l'alcalde d'Estubeny és Rafael Durán González del Partit Popular (PP).

## Edificis i llocs d'interès

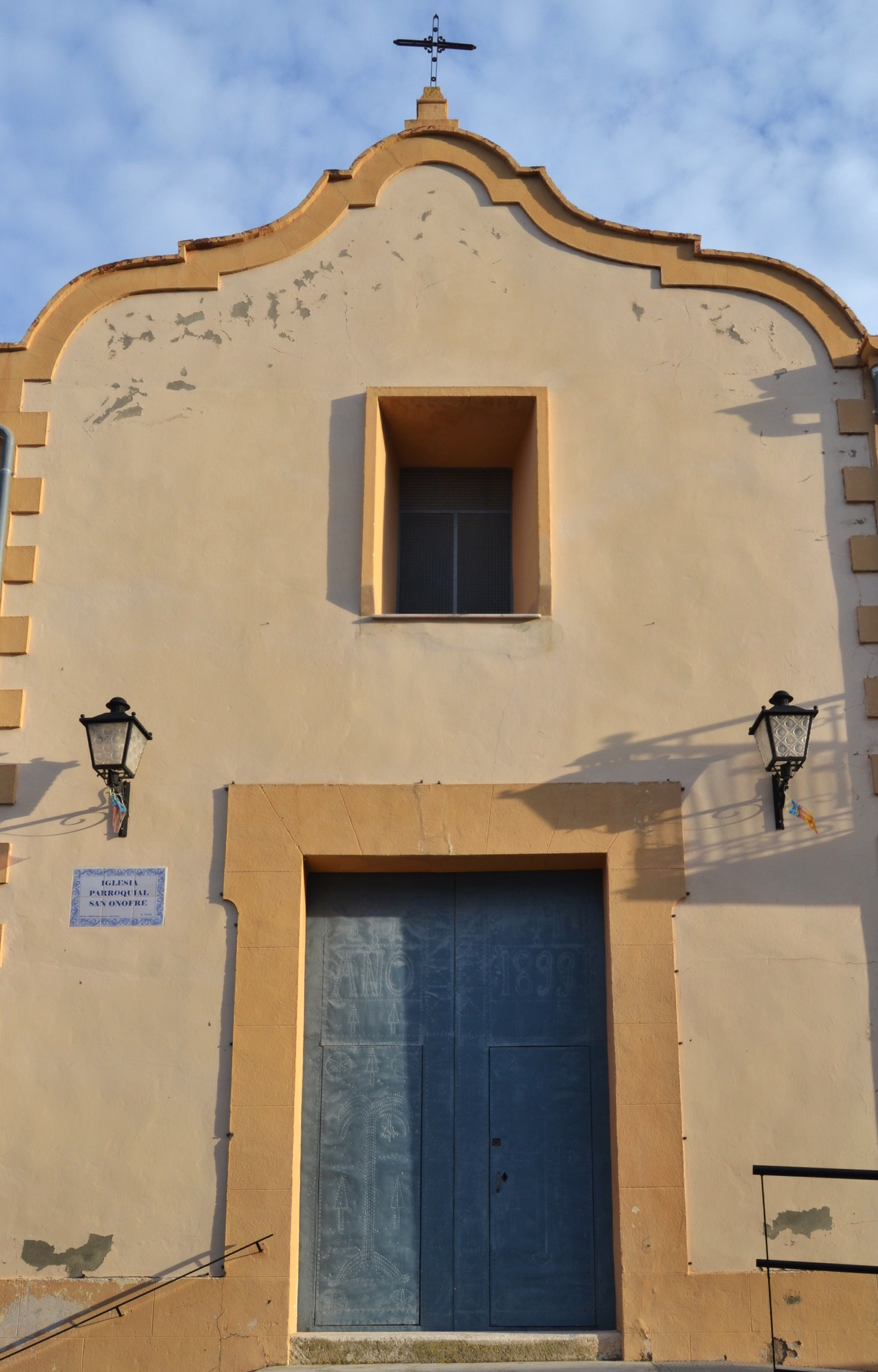
Església de Sant Onofre.

- Antic llavador, situat al costat d'un brollador. Hui dia encara hi acudixen algunes dones per fer la bugada.
- Església de sant Onofre, reconstruïda després del terratrèmol del 1748, que conserva diverses peces artístiques, com ara un sant Onofre negre i de petites dimensions tallat en el segle xiii.
- La Cabrentà, paratge natural en el qual destaca l'abundant vegetació de rellevància botànica.

## Artesania i cultura
Artesanalment es treballen el punt de ganxo i els treballs amb palma (graneres).
El menjar més característic és l'arròs al forn. Este plat dona lloc a la festa de la Cassoleta, celebrada en Quaresma, i que consistix a eixir al camp amb la cassola d'arròs a passar un dia d'esbarjo. També fan bones paelles i, de dolç, són típics els pastissos de moniato, la coca en llanda i l'arnadí.

## Festes i celebracions
- Festes Patronals. Celebra les seues festes patronals a la Immaculada Concepció i a la Verge dels Dolors el segon diumenge d'octubre.